# Eumares
Eumares (altgriechisch Εὐμάρες) war ein um 600 v. Chr. in Athen tätiger griechischer Maler. 
Nach Plinius dem Älteren, der einzigen Quelle, die ihn nennt, galt er als Erfinder der Unterscheidung männlicher und weiblicher Gestalten, dies wohl anhand der Hautfarbe, und einer neuartigen Beweglichkeit der Körper.
Aus chronologischen Gründen kann er nicht mit dem Vater des Bildhauers Antenor identisch sein, den dieser um 520 v. Chr. in der Signatur einer Basis von der Athener Akropolis nennt. Auf diesen Eumares, der als Bildhauer tätig war, könnten sich auch mehrere Bildhauersignaturen von der Akropolis beziehen.